# Hartlip
Hartlip – wieś w Anglii, w hrabstwie Kent, w dystrykcie Swale. Leży 12 km na północny wschód od miasta Maidstone i 57 km na wschód od centrum Londynu. W 2001 miejscowość liczyła 769 mieszkańców.